# Amedeu sau scapi de el cu greu
Amedeu sau scapi de el cu greu (în franceză Amédée ou comment s'en débarrasser) este o piesă de teatru absurd scrisă în limba franceză de Eugen Ionescu.  Piesa a fost compusă în anul 1954 și este bazată pe o povestire anterioară, "Oriflamme".  